# Юринець Оксана Василівна
Окса́на Васи́лівна Юрине́ць (нар. 27 лютого 1978, с. Коти, Львівська область) — український політик, народний депутат Верховної ради України VIII скликання, науковець, громадський діяч, доктор економічних наук, професор кафедри зовнішньоекономічної та митної діяльності Інституту економіки і менеджменту Національного університету «Львівська політехніка».

## Біографічні відомості
Народилася Оксана Юринець 27 лютого 1978 року в селі Коти Яворівського району Львівської області. 1995 року закінчила середню школу в с. Підбірці.
У 2001 році закінчила Львівський політехнічний інститут, спеціальність економіка і менеджмент та отримала диплом магістра.
У 2005 році закінчила достроково аспірантуру Національного університету «Львівська політехніка»
У 2006 році захистила кандидатську дисертаційну роботу за спеціальністю 08.06.01 — «Економіка, організація і управління підприємством» на тему «Формування конкурентної стратегії підприємства».
У 2020 році закінчила Львівський регіональний інститут державного управління Національної академії державного управління при Президентові України, отримала диплом магістра за спеціальністю "Публічне управління та адміністрування", захистивши магістерську роботу на тему "Удосконалення діяльності Постійної делегації Верховної Ради України у Парламентській асамблеї НАТО".
У 2021 році доктор економічних наук, спеціальність 08.00.04 – «Економіка та управління підприємствами (за видами економічної діяльності)»; на тему " Ургентні інструменти антрикризового управління підприємствами в умовах Євроатлантичної інтеграції"

## Професійна діяльність
Основний напрям наукових досліджень  — проблеми конкурентоспроможності стратегії підприємства (займається з 2002 року).
2005 року призначена на посаду асистента кафедри менеджменту організацій Національного університету «Львівська політехніка».
У 2005—2012 роках очолювала Раду молодих вчених інституту економіки і менеджменту Національного університету «Львівська політехніка».
З 2005 року по листопад 2014-го — приватний підприємець — фізична особа (виготовлення і реалізація будівельних матеріалів). Член Асоціації підприємців Пустомитівщини.
Нагороджена грамотами Пустомитівської районної ради та адміністрації: у 2007 р. — «Найкращий роботодавець серед фізичних осіб — приватних підприємців жінок», 2010 р. — «Найкращий платник податків».
2006—2017 — працює на кафедрі менеджменту організацій Національного університету «Львівська політехніка» на посаді доцента.
2008 року нагороджена Почесною грамотою Національного університету «Львівська політехніка».
Протягом 2009–2010 років є заступником завідувача кафедри менеджменту організацій з наукової роботи.
2014-2019 рр. - народний депутат України, Голова підкомітету у Комітеті з питань європейської інтеграції у Верховній Раді України VIII скликання. Голова української делегації в парламентській асамблеї НАТО (2018-2019рр).
Із серпня 2017 року — професор кафедри зовнішньоекономічної та митної діяльності Інституту економіки та менеджменту НУ «Львівська політехніка»[джерело?].

## Наукова робота
За результатами наукових досліджень опубліковано 90 наукових, та науково-методичних праць, з них 1 посібник з грифом МОН «Основи підприємницької діяльності: культура, технологія, відповідальність», 18 фахових статей, 48 тез, 20 методичних розробок, 3 конспекти лекцій.
На кафедрі менеджменту організацій інституту економіки і менеджменту Національного університету "Львівська політехніка"викладає такі предмети: «Підприємництво та менеджмент»; «Організація біржової діяльності»; «Економіка і управління»; «Управління витратами сфери послуг»; «Управління витратами в організаційно-виробничих систем»; «Формування конкурентної стратегії підприємства».
Основні наукові праці:
- Юринець О. В. Оцінка факторів конкурентоспроможності промислових підприємств// Соціально економічні дослідження проблем сучасного періоду України. Моніторинг розвитку промислових територіальних систем (Збірник наукових праць). Вип. 4 (72) / НАН України Ін-т регіональних досліджень; Львів, 2008. — 200—208с.
- Юринець О. В. Методичні підходи до формування та оцінювання конкурентної стратегії промислових підприємств// Соціально економічні дослідження в перехідний період. Розвиток територіально-виробничих систем (Збірник наукових праць). Вип. 6 (68) / НАН України Інститут регіональних досліджень. Львів, 2007. — 206—214 с.
- Дубодєлова А. В., Юринець О. В. Методика визначення та аналіз інтегрального показника конкурентоспроможності кондитерських виробів // Вісник НУ «Львівська політехніка» «Проблеми економіки та управління». — Львів: Вид-во НУ «Львівська політехніка», 2002.-№ 448.-С.283-289.
- А. В. Катаєв, О. В. Юринець. Проблемні моменти розробки та впровадження суттєвих продуктових інновацій: фінансовий аспект// Вісник НУ "Львівська політехніка "Проблеми економіки та управління " — Львів: Вид-во НУ «Львівська політехніка», 2009.
- Коношенкова Т. Б., Юринець О. В., Сергатюк А. А. Підприємництво: Конспект лекцій з дисципліни «Підприємництво та менеджмент» (частина І — «Підприємництво») для студентів базових напрямів 6.0913 «Метрологія та вимірювальна техніка». — Львів: Вид-во НУ «Львівська політехніка», 2004. — 72 с.
- Тюріна А., Орел М., Лісовська Л., Юринець О. та ін., всього 4 особи. Сутність розробки соціальних інвестиційних проектів для економіка. Економічні справи. – 2023. – Вип. 68, № 03. – С. 1675–1681 (Scopus)
- Кузьмін О., Ємельянов О., Ясінська І., Юринець О. та інші, всього 4 особи. Оптимізаційне моделювання термінових інвестиційних інструментів кризи управління на підприємствах. Дослідження систем, прийняття рішень і управління. – 2023. – Вип. 462: Розвиток інформації та знань системи управління бізнес-додатками. том. 7. – С. 99–115 (Scopus)
- Бойко Н., Шевчук І., Кривенчук Ю., Юринець О. та інші, всього 4 особи. Оптимізація алгоритмів вибору актуальних факторів, що впливають вартість оренди легальної нерухомості. Матеріали семінару CEUR. – 2021. – том. 2824: Матеріали симпозіуму з інформаційних технологій та прикладних наук (IT&AS 2021), Братислава, Словацька Республіка, 5 березня 2021 р. - С. 140–151 (Scopus)
- Том’юк О.Я., Юринець О.В., Обґрунтування структури багаторівневої. маркетингової стратегії автомобілебудівних підприємств. Економічний часопис - ХХІ, 1-2, 2014., С. 48-51, (Scopus)
- . Prytula K., Horga I., Lisovska, L. Yurynets O. та інші, всього 19 осіб Promoting the European integration processes in the Eastern Partnership countries: national and regional policy instruments: монографія / Dolishniy Institute of Regional Research of NAS of Ukraine. Lviv, 2022. 224 p.
- .Yurynets O.V., Ургентні інструменти антикризового управління: фінансово-економічні та управлінські аспекти в умовах євроатлантичної інтеграції: монографія / Львів: Галицька Видавнича Спілка, 2021. - 345 с.
- Захаркіна Л.С., Лісовська, Л.С., Зінчук, І.В., Юринець О.В., та інші, всього 38 осіб Траєкторії формування національної інноваційної стратегії забезпечення економічної безпеки України: монографія / Суми: СумДУ, 2020. — 194 c.
- Юринець О.В.Дубодєлова А.В., Кулиняк І.Я., Том’юк О.Я. Теоретичні та прикладні засади формування конкурентної стратегії підприємства: монографія / Львів: Растр-7, 2014. – 240 с
- Юринець О. В. , 2021 р., Модель Молодіжної ПА НАТО, Методичний посібник, 86 с.

## Громадська діяльність
- Засновниця громадської ініціативи «Читацький батальйон» (допомога військовим і їхнім родинам)
- Керівник студентських праць, які отримували призові місця під час проведення студентських науково-технічних конференцій Національного університету «Львівська політехніка».
- Член Товариства «Просвіта» НУ «Львівська політехніка».
- Член Опікунської ради Львівської лікарні «ОХМАТДИТ».
- Член батьківської християнської організації «Алетея».
- .Член Громадської ради зі спорудження пам'ятника о. Михайлові Вербицькому.
- Координатор співпраці «Вільна земля Тюрингія-Торгово-промислова палата м. Ерфурт-Тюринзька Агенція європейських програм-Львівщина-Верховна рада України».
- Співорганізатор Першого волонтерського агітаційного потягу «Труханівська Січ».
- Співзасновниця "Першого українського жіночого ветеранського простору ReHub"[4].
- Президент ГО «Агенція європейського співробітництва»
- Голова Благодійного фонду Оксани Юринець
- Співзасновниця ГО “Великий Львів”
- Член ГО "Мережа захисту національних інтересів "АНТС".[5]

## Політична діяльність
З 2010 по 2014 рік — депутат Львівської обласної ради. Голова постійної комісії з питань контролю за ефективністю виконання державних і обласних програм та рішень ради. Секретар комісії з питань регулювання земельних відносин, адміністративно-територіального устрою, планування території, архітектури та будівництва. Член лічильної комісії. Голова фракції Політичної партії «УДАР (Український Демократичний Альянс за Реформи) Віталія Кличка».
З 9 серпня 2012 року — кандидат у народні депутати України у 117 виборчому окрузі м. Львова (Франківський і Галицький райони) від партії «УДАР (Український Демократичний Альянс за Реформи) Віталія Кличка». За результатами виборів зайняла третє місце.
У жовтні 2014 року балотувалась по тому ж округу до Верховної Ради України від Блоку Петра Порошенка. Здобула перемогу, набравши 45 тисяч голосів – 44%. Стала однією із лише двох жінок в Україні, які виграли вибори до Верховної Ради в мажоритарному окрузі.
З листопада 2014 року — депутат Верховної ради України VIII скликання від Блоку Петра Порошенка, група «УДАР». У парламенті стала членом комітету з питань європейської інтеграції, в якому очолила підкомітет з питань регіонального і транскордонного співробітництва між Україною та країнами ЄС. Голова постійної делегації у Парламентській асамблеї НАТО (2018-2019 рр). Член української частини Парламентського комітету асоціацій. Співголова Групи з міжпарламентських зв'язків Верховної Ради України з Республікою Польща. Керівник Групи з міжпарламентських зв'язків Верховної Ради України з Республікою В’єтнам. Співголова Міжфракційного депутатського об'єднання Львівщина. Член МФО "Єврооптимісти", "Рівні можливості", "Світове українство"" та ін.
У 2015 році — на місцевих виборах кандидувала на посаду міського голови Львова. Набрала 4,4% голосів львів'ян, зайнявши 5-те місце.
У 2019 році на позачергових виборах до Верховної Ради України була кандидатом-самовисуванцем по 117 виборчому окрузі Львова. Здобула 23,77% голосів виборців, зайнявши друге місце з різницею у всього 1065 голосів із кандидатом, що посів перше місце

## Родина
- Чоловік - Юринець Олег Романович, працівник Львівської митниці.
- Донька і син.